# Karl von Weizsäcker
Karl Hugo von Weizsäcker (25. února 1853, Stuttgart – 2. února 1926, Stuttgart) byl německý politik, syn protestantského kazatele a teologa Karla Heinricha Weizsäckera, kancléře univerzity v Tübingenu.
Po maturitě v roce 1870 sloužil v armádě jako dobrovolník, pak vystudoval práva v Tübingenu a pracoval jako úředník württemberské vlády, v letech 1900 až 1906 byl ministrem kultu a v letech 1906 až 1918 württemberským ministerským předsedou. Roku 1916 byl povýšen do šlechtického stavu.